# Lake No. 2, Minnesota
Lake số 2 (tiếng Anh: Lake No. 2) là một lãnh thổ chưa tổ chức thuộc quận Lake, tiểu bang Minnesota, Hoa Kỳ. Năm 2010, dân số của xã này là 2094 người.